# Percina smithvanizi
Percina smithvanizi är en fiskart som beskrevs av Williams och Walsh 2007. Percina smithvanizi ingår i släktet Percina och familjen abborrfiskar. Inga underarter finns listade i Catalogue of Life.